# Championnat du Turkménistan de football 2025
Navigation
Ýokary Liga 2024 Ýokary Liga 2026
La saison 2025 de Ýokary Liga est la 33e édition du Championnat du Turkménistan de football de première division.
Le FK Arkadag est le tenant du titre après avoir remporté pour la 2e fois la compétition.

## Réglement
La Ýokary Liga 2025 est composé de huit clubs qui s'affrontent tous lors de confrontations aller et retour à deux reprises. Le champion est l'équipe qui obtient le plus grand nombre de points après les 28 journées de championnat. À la fin de la compétition, le champion se qualifie pour la Ligue des champions 2 2026-2027 et le deuxième pour la Challenge League 2026-2027. 
Le classement est calculé avec le barème de points suivant : une victoire vaut trois points, le match nul un. La défaite ne rapporte aucun point.
À égalité de points, les critères de départage sont les suivants :
1. Plus grand nombre de points dans les confrontations directes ;
2. Plus grande différence de buts dans les confrontations directes ;
3. Plus grand nombre de buts marqués dans les confrontations directes ;
4. Plus grande différence de buts générale ;
5. Plus grand nombre de buts marqués.

Les règles 1, 2 et 3 de départage des clubs lors des rencontres disputées entre eux ne peuvent s’appliquer que si les deux matchs les ayant opposés ont été joués.

## Participants
L'édition 2025 est la 1re édition à huit équipes suite à la disparition du Energetik Mary.
| Club              | Ville       | Classement 2024 | Stade                                    | Capacité     |
| ----------------- | ----------- | --------------- | ---------------------------------------- | ------------ |
| FK Arkadag        | Arkadag     | 1er             | Nusaý Stadium Arkadag Stadium            | 3 000 10 000 |
| FK Ahal Änew      | Änew        | 2e              | Achgabat Stadium Babarap Sport Complex   | 20 000 1 000 |
| FK Altyn Asyr     | Achgabat    | 3e              | Buzmeyin Sport Complex                   | 10 000       |
| Şagadam FK        | Türkmenbaşy | 4e              | Şagadam Stadium Balkanabat Sport Complex | 1 500 10 000 |
| Merw Mary         | Mary        | 5e              | Mary Sport Complex                       | 10 000       |
| FK Achgabat       | Achgabat    | 6e              | Achgabat Stadium Babarap Sport Complex   | 20 000 1 000 |
| Nebitçi FT        | Balkanabat  | 7e              | Balkanabat Sport Complex                 | 10 000       |
| Köpetdag Achgabat | Achgabat    | 8e              | Köpetdag Stadium                         | 26 000       |

Légende des couleurs
- Phase de groupe de la Ligue des champions 2 2025-2026
- Tour préliminaire de la Ligue des champions 2 2025-2026
- Phase de groupe de la Challenge League 2025-2026

| \| FK Arkadag FK Ahal Änew FK Altyn Asyr FK Achgabat Köpetdag Achgabat Şagadam FK Merw Mary Nebitçi FT \| Localisation des clubs engagés dans le championnat. |
| FK Arkadag FK Ahal Änew FK Altyn Asyr FK Achgabat Köpetdag Achgabat Şagadam FK Merw Mary Nebitçi FT                                                           |

## Compétition

### Classement
| Rang | Équipe            | Pts | J  | G  | N | P  | Bp | Bc | Diff |
| ---- | ----------------- | --- | -- | -- | - | -- | -- | -- | ---- |
| 1    | FK Arkadag T      | 54  | 18 | 18 | 0 | 0  | 77 | 10 | +67  |
| 2    | FK Ahal Änew      | 31  | 15 | 10 | 1 | 4  | 31 | 14 | +17  |
| 3    | FK Altyn Asyr     | 29  | 17 | 9  | 2 | 6  | 25 | 25 | 0    |
| 4    | Şagadam FK        | 29  | 17 | 8  | 5 | 4  | 20 | 20 | 0    |
| 5    | Nebitçi FT        | 16  | 17 | 4  | 4 | 9  | 9  | 22 | -13  |
| 6    | FK Achgabat       | 14  | 17 | 4  | 2 | 11 | 14 | 37 | -23  |
| 7    | Merw Mary         | 10  | 17 | 2  | 4 | 11 | 8  | 26 | -18  |
| 8    | Köpetdag Achgabat | 8   | 16 | 2  | 2 | 12 | 9  | 39 | -30  |

| Légende : Qualifications et relégations | Légende : Qualifications et relégations                 |
| --------------------------------------- | ------------------------------------------------------- |
|                                         | Tour Préliminaire de la Ligue des champions 2 2026-2027 |
|                                         | Phase de groupe de la Challenge League 2026-2027        |
|                                         | T : Tenant du titre                                     |

### Résultats
| Résultats (▼dom., ►ext.)                                   | Aha | Alt | Ark | Ach | Köp | Mer | Neb | Şag | Aha | Alt | Ark | Ach | Köp | Mer | Neb | Şag |
| FK Ahal Änew                                               |     | 0-1 | 0-3 | 4-0 | 4-0 | 3-0 | 2-0 | 1-1 |     | -   | -   | -   | -   | -   | 2-0 | -   |
| FK Altyn Asyr                                              | 3-1 |     | 0-3 | 1-0 | 3-0 | 2-0 | 1-0 | 1-1 | -   |     | 2-5 | 2-1 | -   | -   | -   | -   |
| FK Arkadag                                                 | 3-1 | 7-3 |     | 7-0 | 6-1 | 7-0 | 3-0 | 4-0 | -   | -   |     | 4-0 | 5-0 | -   | -   | -   |
| FK Achgabat                                                | 1-4 | 3-1 | 0-2 |     | 0-0 | 0-0 | 2-1 | 2-3 | -   | -   | -   |     | -   | -   | -   | -   |
| Köpetdag Achgabat                                          | 0-3 | 1-3 | 1-3 | 2-3 |     | 0-3 | 0-0 | 0-1 | -   | -   | -   | -   |     | -   | -   | 2-1 |
| Merw Mary                                                  | 1-3 | 0-1 | 0-2 | 2-0 | 0-1 |     | 0-0 | 1-1 | -   | 0-0 | -   | 1-2 | -   |     | -   | 0-1 |
| Nebitçi FT                                                 | 0-1 | 1-0 | 0-1 | 2-0 | 1-0 | 3-0 |     | 0-0 | -   | -   | 1-8 | -   | -   | -   |     | -   |
| Şagadam FK                                                 | 1-2 | 2-1 | 1-4 | 1-0 | 4-1 | 1-0 | 1-0 |     | -   | -   | -   | -   | -   | -   | 1-1 |     |
| - Victoire à domicile - Match nul - Victoire à l'extérieur |     |     |     |     |     |     |     |     |     |     |     |     |     |     |     |     |

## Bilan de la saison
| Championnat du Turkménistan de football 2025 |
| Champion                                     |
| Qualifications continentales                 |
| Ligue des champions 2                        |
| Challenge League de l'AFC                    |